# Чаадаевка
Чаадаевка — посёлок городского типа в Городищенском районе Пензенской области России.

## География
Посёлок расположен в 65 км от областного центра города Пензы и в 22 км к юго-востоку от районного центра города Городища, на правом берегу Суры при впадении в неё реки Юловки. Рядом с посёлком проходит федеральная автодорога М-5 «Урал». Железнодорожная станция на историческом направлении Транссиба.

## История
Название посёлок получил от одноимённого села, расположенного в 3 км к югу, основанного в конце XVII века Ф.В. Чаадаевым.
В 1874 году в связи с постройкой железной дороги посёлок стал развиваться как пристанционный. Жители занимались лесозаготовками, деревообработкой, часть рабочих обслуживала железнодорожное хозяйство. В 1911–14 годах открылись частная и железнодорожная школы.
В 1928–32 и в 1943–51 годах – административный центр Чаадаевского района.
В 1938 году преобразован в посёлок городского типа.
В середине XX века здесь имелись лесхоз, лесопильный и спиртовой заводы, тарная фабрика (изготовление рогожи), птицекомбинат, совхоз, ГЭС на р. Суре. С 1950 года в окрестностях поселка начата разработка карьеров песчаного и глиняного, обеспечивающих потребности промышленности Пензенской и соседних областей. При этих разработках возникли комбинаты полносборочного и панельного домостроения, комбинат строительных материалов. В середине 1950-х – тарная фабрика (изготовление рогож), птицекомбинат, лесопильный и спиртовой заводы, лесхоз, свиносовхоз, машинно-тракторная станция, ГЭС на реке Суре, 2 средние школы, 2 клуба, библиотека. С 1955 г. центральная усадьба Чаадаевского свиносовхоза.
В конце XX века в поселке работали мясокомбинат, маслодельный завод, больница, поликлиника, туберкулезная больница, 2 средние и начальная школы, 2 дома культуры, кинотеатр, клуб, детская музыкальная школа, 3 библиотеки. дом бытового обслуживания, почта, предприятия торговли, общественного питания.
Родина Героя Советского Союза Н. Ф. Горюнова (р. 1923). Братская могила воинов, умерших в местном госпитале в годы Великой Отечественной войны.

## Население
| 1926  | 1939  | 1959  | 1970  | 1979  | 1989  | 2002  |
| ----- | ----- | ----- | ----- | ----- | ----- | ----- |
| 1433  | ↗4211 | ↗9729 | ↘5767 | ↗6293 | ↗8755 | ↘7167 |
| 2009  | 2010  | 2012  | 2013  | 2014  | 2015  | 2016  |
| ↗7433 | ↗7599 | ↗7658 | ↗7680 | ↘7611 | ↘7450 | ↘7325 |
| 2017  | 2018  | 2020  | 2021  |       |       |       |
| ↘7280 | ↘7156 | ↘6891 | ↘6734 |       |       |       |

## Религия
Православные храмы
- Церковь Серафима Саровского

Мечети
- Мечеть